# Singularidad inicial
La singularidad inicial es una singularidad predicha por algunos modelos de la teoría del Big Bang que existió "antes" de él y se cree que contenía toda la energía y el espacio-tiempo del Universo. El instante inmediatamente posterior a la singularidad inicial es parte de la época de Planck, el período de tiempo más antiguo en la historia de nuestro universo.

## Modelos tradicionales de nuestro Universo

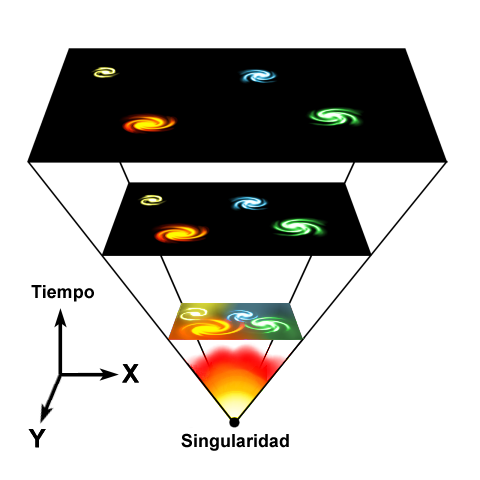
El modelo tradicional del Big Bang.

El uso exclusivo de la relatividad general para predecir lo que sucedió en los comienzos del Universo ha sido muy criticado, ya que la mecánica cuántica se convierte en un factor importante en el entorno de alta energía del universo más primitivo, y la relatividad general por sí sola no logra hacer predicciones precisas. En respuesta a la inexactitud de considerar solo la relatividad general, como en el modelo tradicional del Big Bang, se han propuesto formulaciones teóricas alternativas para el comienzo del universo, incluido un modelo basado en la teoría de cuerdas en el que dos branas, enormes membranas mucho más grandes que el Universo, chocaron, creando masa y energía (ver: Cosmología de branas).
Aunque no hay evidencia directa de una singularidad de densidad infinita, el fondo cósmico de microondas es evidencia de que el universo se expandió desde un estado denso y muy caliente.

## Alternativas a la singularidad
Se han propuesto varios modelos nuevos de lo que precedió y causó el Big Bang como resultado de los problemas creados por la mecánica cuántica. Un modelo, que utiliza la gravedad cuántica de bucles, tiene como objetivo explicar los comienzos del Universo a través de una serie de Grandes Rebotes (Big Bounce), en los que las fluctuaciones cuánticas hacen que el universo se expanda. Esta procreación también predice un modelo cíclico de universos, con la creación de un nuevo universo después de la destrucción de uno antiguo, cada uno con diferentes constantes físicas. Otra procreación basada en la Teoría M y las observaciones del fondo cósmico de microondas, afirma que el universo es solo uno de muchos en un multiverso, y ha brotado de otro universo como resultado de fluctuaciones cuánticas, a diferencia de nuestro Universo, siendo todo lo que existe.